# Élections cantonales de 1970 dans la Somme
Les élections cantonales ont eu lieu le 8 et le 15 mars 1970.

## Contexte départemental

### Assemblée départementale sortante
Avant les élections, le conseil général de la Somme est présidé par Max Lejeune (PS), à la tête du département depuis 1945. Il comprend 41 conseillers généraux issus des 41 cantons de la Somme. 21 d'entre eux sont renouvelables lors de ces élections plus 1 nouveau canton (Amiens-Ouest).
| Parti                                     | Sigle | Sigle | Élus | Groupe                         |
| ----------------------------------------- | ----- | ----- | ---- | ------------------------------ |
| Centre-gauche (21 sièges)                 |       |       |      |                                |
| Parti socialiste                          |       | PS    | 10   | Gauche démocrate et socialiste |
| Parti radical-socialiste                  |       | Rad.  | 10   | Gauche démocrate et socialiste |
| Convention des institutions républicaines |       | CIR   | 1    | Gauche démocrate et socialiste |
| Centre-droit (9 sièges)                   |       |       |      |                                |
| Centre démocrate                          |       | CD    | 6    | Centre démocratique            |
| Modérés                                   |       | Mod.  | 3    | Centre démocratique            |
| Gauche (7 sièges)                         |       |       |      |                                |
| Parti communiste français                 |       | PCF   | 7    | Communiste                     |
| Droite (4 sièges)                         |       |       |      |                                |
| Union des démocrates pour la République   |       | UDR   | 4    | UDR                            |
| Président du conseil général              |       |       |      |                                |
| Max Lejeune (PS)                          |       |       |      |                                |

## Conseil général élu
| Canton                 | Conseiller sortant   | Parti          | Parti          | Conseiller élu       | Parti | Parti |
| ---------------------- | -------------------- | -------------- | -------------- | -------------------- | ----- | ----- |
| Abbeville-Sud          | Max Lejeune          |                | PS             | Max Lejeune          |       | PS    |
| Ailly-sur-Noye         | William Classen      |                | Rad.           | William Classen      |       | Rad.  |
| Amiens-Ouest           | Nouveau canton       | Nouveau canton | Nouveau canton | Maxime Gremetz       |       | PCF   |
| Amiens-Nord-Ouest      | Augustin Dujardin    |                | PCF            | Augustin Dujardin    |       | PCF   |
| Amiens-Nord-Est        | Léon Dupontreué      |                | PCF            | Léon Dupontreué      |       | PCF   |
| Bernaville             | Maurice Crépin       |                | PS             | Maurice Crépin       |       | PS    |
| Boves                  | Charles Houllier *   |                | Rad.           | Pierre Desse         |       | CD    |
| Bray-sur-Somme         | Fernand Adriaenssens |                | PS             | Fernand Adriaenssens |       | PS    |
| Chaulnes               | Pierre Maille        |                | CD             | Pierre Maille        |       | CD    |
| Crécy-en-Ponthieu      | André Delannoy       |                | UDR            | André Delannoy       |       | UDR   |
| Domart-en-Ponthieu     | René Lamps           |                | PCF            | René Lamps           |       | PCF   |
| Hallencourt            | André Deschamps      |                | Rad.           | André Deschamps      |       | Rad.  |
| Ham                    | Émile Luciani        |                | UDR            | Jean Goubet          |       | PCF   |
| Hornoy-le-Bourg        | Charles Dufour       |                | PS             | Charles Dufour       |       | PS    |
| Moreuil                | Urbain Deléens       |                | CD             | Marius Gardès        |       | PS    |
| Nouvion                | Ernest Lécuyer       |                | PS             | Ernest Lécuyer       |       | PS    |
| Oisemont               | Charles Bignon       |                | UDR            | Charles Bignon       |       | UDR   |
| Péronne                | Daniel Boinet *      |                | Rad.           | Jean Daudré          |       | Rad.  |
| Picquigny              | Daniel Tabary *      |                | PCF            | René Régnier         |       | PCF   |
| Poix-de-Picardie       | Henri Rameau *       |                | Rad.           | Pierre Daniel        |       | CD    |
| Rosières-en-Santerre   | Jean Millet          |                | CIR            | Jean Millet          |       | CIR   |
| Saint-Valery-sur-Somme | Blanche Auriol       |                | PCF            | Gilbert Gauthé       |       | PS    |

*Conseillers généraux sortants ne se représentant pas

### Élus
| Partis              | Partis                                   | Conseillers sortants | Conseillers élus | Évolution     |
| ------------------- | ---------------------------------------- | -------------------- | ---------------- | ------------- |
|                     | Parti socialiste                         | 5                    | 7                | 2             |
|                     | Parti radical-socialiste                 | 5                    | 3                | 2             |
|                     | Centre démocrate                         | 2                    | 3                | 1             |
|                     | Convention des institutions républicaine | 1                    | 1                | en stagnation |
| Total Centre-gauche | Total Centre-gauche                      | 13                   | 14               | 1             |
|                     | Parti communiste français                | 5                    | 6                | 1             |
| Total Gauche        | Total Gauche                             | 5                    | 6                | 1             |
|                     | Union des démocrates pour la République  | 3                    | 2                | 1             |
| Total Droite        | Total Droite                             | 3                    | 2                | 1             |

### Groupes politiques
| Parti                                     | Sigle | Sigle | Élus | Groupe                         |
| ----------------------------------------- | ----- | ----- | ---- | ------------------------------ |
| Centre-gauche (21 sièges)                 |       |       |      |                                |
| Parti socialiste                          |       | PS    | 12   | Gauche démocrate et socialiste |
| Parti radical-socialiste                  |       | Rad.  | 8    | Gauche démocrate et socialiste |
| Convention des institutions républicaines |       | CIR   | 1    | Gauche démocrate et socialiste |
| Centre-droit (10 sièges)                  |       |       |      |                                |
| Centre démocrate                          |       | CD    | 7    | Centre démocratique            |
| Modérés                                   |       | Mod.  | 3    | Centre démocratique            |
| Gauche (8 sièges)                         |       |       |      |                                |
| Parti communiste français                 |       | PCF   | 8    | Communiste                     |
| Droite (3 sièges)                         |       |       |      |                                |
| Union des démocrates pour la République   |       | UDR   | 3    | UDR                            |
| Président du conseil général              |       |       |      |                                |
| Max Lejeune (PS)                          |       |       |      |                                |